# Журнал Политсатиры № 2
«Журнал Политсатиры № 2» — советский короткометражный рисованный мультфильм-плакат 1941 года, снятый в первые месяцы Великой Отечественной войны. Фильм находится в общественном достоянии, так как выпущен более 70 лет назад.

## Сюжет
Мультфильм состоит из четырёх частей.

### Чего Гитлер хочет
Рассказчик в стихотворной форме объясняет цели Гитлера (представленного здесь в виде гротескного чудовища): 

 Хочет хлеб у колхозника отнять, 

Хочет заводы буржуям отдать, 

Хочет землю усеять гробами, 

Хочет свободных сделать рабами.
На вопрос, «И что он получит?», рассказчик отвечает:

 Получит втрое за каждый удар, 

Десятки пожаров за каждый пожар! 

Получит штык, огонь и свинец!

Получит фашизма бесславный конец!

### Бей фашистских пиратов
О том, как советский флот наголову разбил фашистских акул.

### Бей врага на фронте и в тылу
Призывается помнить о том, что и в тылу могут найтись шпионы и тайные помощники гитлеровцев.

### Крепкое рукопожатие
В этой части, наиболее близкой к политической сатире, карикатурный Гитлер ходит по карте, самоуверенно насмехаясь над Лондоном и над Москвой. Но к ужасу Гитлера, СССР объединяется с Великобританией. Глядя на исполинского размера солдат — советского и английского, Гитлер бросает бомбу, забирается на гору из черепов, и оказывается задушен крепким рукопожатием двух солдат.